# Käthe Lindenberg
Käthe Lindenberg (* 16. Juli 1906 in Berlin; † 14. Dezember 1980 in Stuttgart) war eine deutsche Schauspielerin bei Bühne, Film und Fernsehen.

## Leben
Die Berlinerin erhielt 1927 Schauspielunterricht bei Julius Arnfeld in Breslau. Ihr erstes Engagement trat Käthe Lindenberg 1929 an. Theaterstationen waren bis 1945 u. a. Remscheid und Essen, nach dem Krieg Stuttgart (Neues Theater), Basel (Komödie), Frankfurt am Main (unter Fritz Rémond junior), Stuttgart (Staatstheater, Komödie) und Berlin (Renaissance-Theater). 
Zu ihren bekanntesten Rollen zählen die Frau Wolff in Der Biberpelz, die Vera Louise Simmons in der Hasen-Komödie Harvey, die Claudia in Lessings Drama Emilia Galotti, die Königin Isabeau in Die Jungfrau von Orléans, die Marthe Rull in der Kleist-Komödie Der zerbrochne Krug, die Mrs. Peachum in Brechts/Weills Die Dreigroschenoper, die Marthe Schwerdtlein in Goethes Faust, die Frau Schicketanz in Der Lügner und die Nonne (nach Curt Goetz) und die Lady Brackwell in Bunbury von Oscar Wilde. Mehrfach sah man Käthe Lindenberg in Stücken nach Vorlagen von George Bernard Shaw: Mrs. Higgins in Pygmalion, Katharina in Helden und die Frau Warren in Frau Warrens Gewerbe.
Erst spät trat Käthe Lindenberg vor die Kamera. Abgesehen von winzigen Rollen in drei Kinofilmen (darunter zwei mit Johannes Heesters) des Jahres 1950 sah man die füllige, pausbäckige Berlinerin ab 1954 regelmäßig in Fernsehproduktionen. Lindenbergs Spezialität waren mütterliche Typen aber auch Charakterrollen in Literaturadaptionen. Ihre Abschiedsvorstellung gab Käthe Lindenberg 1974 an der Seite gestandener Schauspielveteranen wie Lil Dagover, Ernst Fritz Fürbringer und Johanna Hofer in Ludwig Cremers Inszenierung Memento Mori. Danach zog sie sich aufs Altenteil zurück.
Sie war mit dem Schauspieler Heinrich Diedrich verheiratet.

## Filmografie
- 1950: Hochzeitsnacht im Paradies
- 1950: Wenn eine Frau liebt
- 1950: Die Treppe
- 1954: Nicht zuhören, meine Damen!
- 1955: Towarisch
- 1955: Feuerwerk
- 1956: Der eingebildete Doktor
- 1957: Die Dreigroschenoper
- 1957: Der Geisterzug
- 1960: Gäste auf Woodcastle
- 1961: Auf der Suche nach Glück
- 1962: Mr. Pim möchte nicht stören
- 1963: Dantons Tod
- 1963: Mein Bruder Alf
- 1964: Die Teufelsspur
- 1965: Verhör am Nachmittag
- 1965: Der Diplomat auf Eis
- 1966: Die spanische Fliege
- 1966: Blutbund
- 1967: Die Reise des Herrn Perrichon
- 1968: Nur ein Cello
- 1969: Die Verspätung
- 1970: Der Minister und die Ente
- 1972: Fisch zu viert
- 1973: Nicht einmal das halbe Leben
- 1974: Memento Mori